# Solianka (Saràtov)
|  | Per a altres significats, vegeu «Solianka». |

Solianka (en rus: Солянка) és un poble de l'óblast de Saràtov, a Rússia, segons el cens del 2010 tenia 541 habitants. Pertany al districte municipal d'Ozinki.